# Jeannou
Pour plus de détails, voir Fiche technique et Distribution.
Jeannou est un film français réalisé par Léon Poirier et sorti en 1943.

## Synopsis
Jeannou vit dans un château du Périgord avec son père, le dernier homme d'une lignée d'aristocrates propriétaires terriens, très attaché aux traditions. Elle rencontre Pierre, un jeune ingénieur, qu'elle rejoint à Paris, décidée à l'épouser. Quelques mois plus tard, enceinte, elle revient au domaine où le mariage sera célébré.

## Fiche technique
- Titre : Jeannou
- Réalisation : Léon Poirier
- Assistant réalisateur : Jacques Grassi
- Scénario et dialogues : Léon Poirier
- Décors : Raymond Druart
- Photographie : Georges Million
- Musique : Adolphe Borchard
- Son : Jacques Carrère
- Montage : Raymonde Nevers
- Société de production : Société Nouvelle des Établissements Gaumont
- Pays :  France
- Format :  Noir et blanc - 1,37:1 - 35 mm - son mono
- Genre : Comédie dramatique
- Durée : 101 minutes
- Date de sortie : 
  - France - 10 novembre 1943

## Distribution
- Michèle Alfa : Jeannou
- Roger Duchesne : Pierre
- Saturnin Fabre : Frochard
- Thomy Bourdelle : Peyrac
- Mireille Perrey : Conchita
- Marcelle Géniat : Marceline
- Pierre Magnier : Marquis de Cantagril
- Pierre Labry
- Henri Poupon
- Maurice Salabert
- Maurice Schutz

## Autour du film
- Jeannou a été tourné à Mouzens, dans le Château de Monsec[1], dans le Périgord noir, au sud-est du département de la Dordogne.
- Dans leur ouvrage La drôle de guerre des sexes du cinéma français 1930-1956[2], Geneviève Sellier et Noël Burch classent Jeannou parmi les « films-phares du pétainisme pur et dur ».